# Arrés
Arrés ist ein spanischer Ort im Pyrenäenvorland am Rande des Jakobswegs. Er liegt in der Comarca Jacetania in der Provinz Huesca der Autonomen Gemeinschaft Aragonien. Er gehört zur Gemeinde (municipio) Bailo.

## Geografie und Geschichte
Arrés liegt wie die meisten Dörfer in der Senke, die Canal de Berdún genannt wird, auf einem Hügel und ist als Wehrdorf angelegt. Die Kirche ist der heiligen Colomba geweiht. 
Erstmalige Erwähnung findet er 850 in der Chronik des Klosters San Juan de la Peña. Ein Dokument vom 15. Mai 1090 berichtet vom Austausch einiger Besitzungen zwischen dem Kloster und König Sancho Ramírez, darunter Arrés. Es wechselte häufig den Besitzer. Für 1294 ist ein weiterer Wechsel bekannt: von Artal de Alagón ging es über an König Jaime II. von Aragón, Ende des 15. Jahrhunderts gehört es schließlich zum Señorío de Rueda. Der nie große Ort zählte im 16. Jahrhundert drei Haushalte.
Im Lauf der 1990er Jahre bauten Freiwillige das ehemalige Dorfschullehrerhaus wieder auf und richteten dort eine Pilgerherberge ein. Der stete Durchstrom der Pilger seit Eröffnung der Herberge scheint dem Ort bei seiner Wiederbelebung zu helfen: Inzwischen wurden auch andere Häuser wieder bewohnbar gemacht.